# Моховик Ганна-Надія Миколаївна
Ганна-Надія Миколаївна Моховик (з дому — Маланчук; нар. 20 травня 1957, с. Біла, Україна — 23 листопада 2021, м. Тернопіль, Україна) — український журналіст, публіцист. Член НСЖУ (1981).

## Життєпис

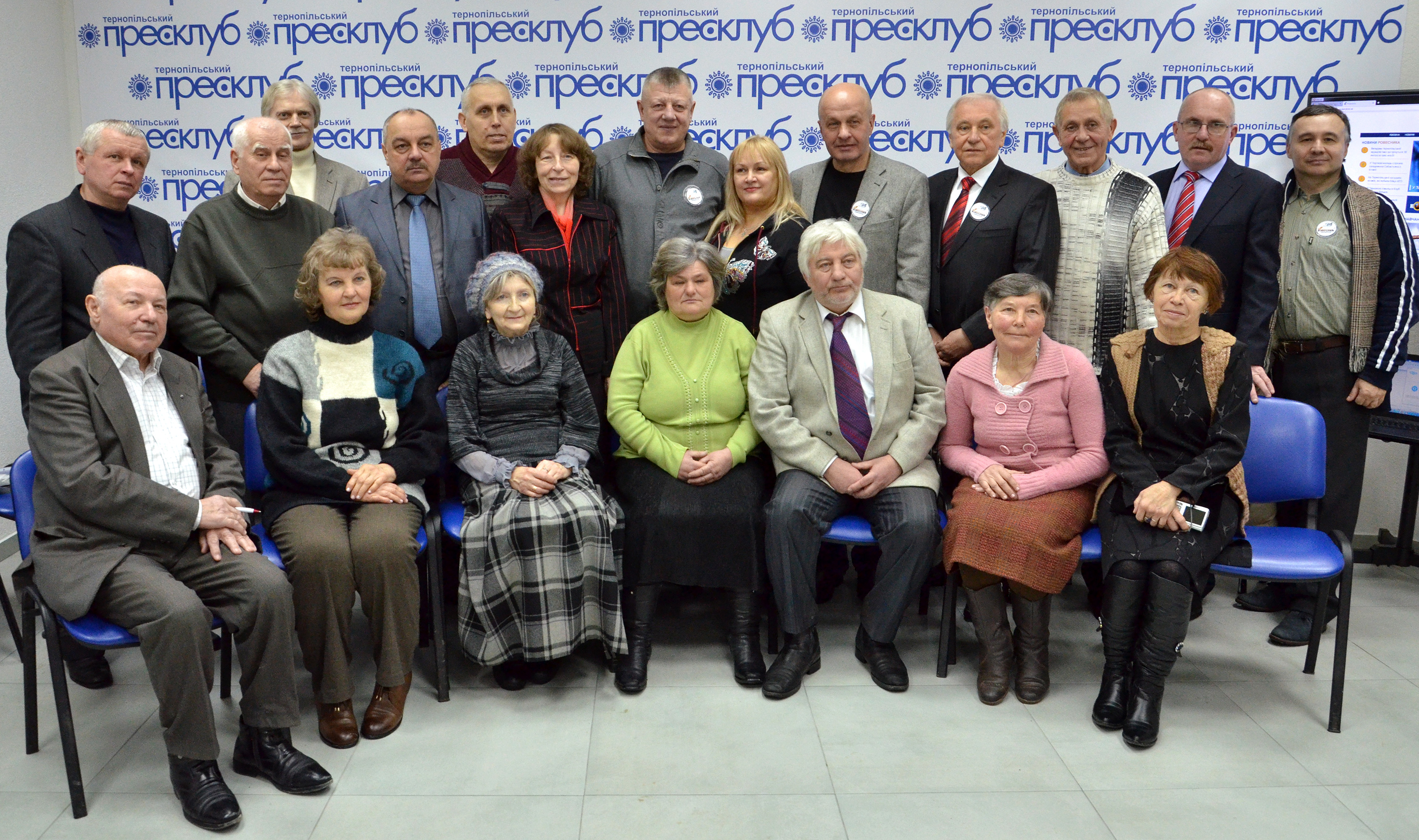
Зустріч журналістів-ветеранів газети «Ровесник» у Тернопільському прес-клубі

Ганна-Надія Моховик народилася 20 травня 1957 року в селі Біла Чортківського району Тернопільської області України.
Закінчила факультет журналістики Львівського університету (1979, нині національний університет). Працювала у редакції тернопільської обласної газети «Ровесник» (1979—1990). 1990—1998 — керівник і редактор прес-центру інформаційного вісника обласної ради профспілок «Профспілкове життя».  Від 1998 — завідувачка відділу зв’язків із громадськістю та ЗМІ Тернопільської обласної ради профспілок. 2000—2006 — за сумісництвом керівник і редактор інформаційного бюлетеня «Охорона праці», ініціатор і редактор бюлетеня Тернопільської міської організації профспілки працівник освіти і науки «Освітянська профспілка».
Авторка брошур, буклетів, публікацій у всеукраїнських і обласних ЗМІ; співавтор 5-ти книг.